# Path of Wellness
Path of Wellness è il decimo album in studio del gruppo musicale statunitense Sleater-Kinney, pubblicato nel 2021.

## Tracce
1. Path of Wellness – 2:40
2. High in the Grass – 4:05
3. Worry with You – 3:50
4. Method – 4:20
5. Shadow Town – 5:10
6. Favorite Neighbor – 2:49
7. Tomorrow's Grave – 3:52
8. No Knives – 1:16
9. Complex Female Characters – 3:00
10. Down the Line – 4:06
11. Bring Mercy – 3:49

## Formazione
- Carrie Brownstein
- Corin Tucker